# Tibouchina rojasii
Tibouchina rojasii är en tvåhjärtbladig växtart som beskrevs av Célestin Alfred Cogniaux. Tibouchina rojasii ingår i släktet Tibouchina och familjen Melastomataceae. Inga underarter finns listade i Catalogue of Life.